# カール・メンガー
カール・メンガー（Carl Menger, 1840年2月23日 - 1921年2月26日）は、オーストリアの経済学者。経済学におけるオーストリア学派（限界効用学派）の祖。ウィリアム・スタンレー・ジェヴォンズ、レオン・ワルラスらと共に限界効用理論の創始者として、近代経済学の創始者の一人に挙げられる。

## 人物・経歴

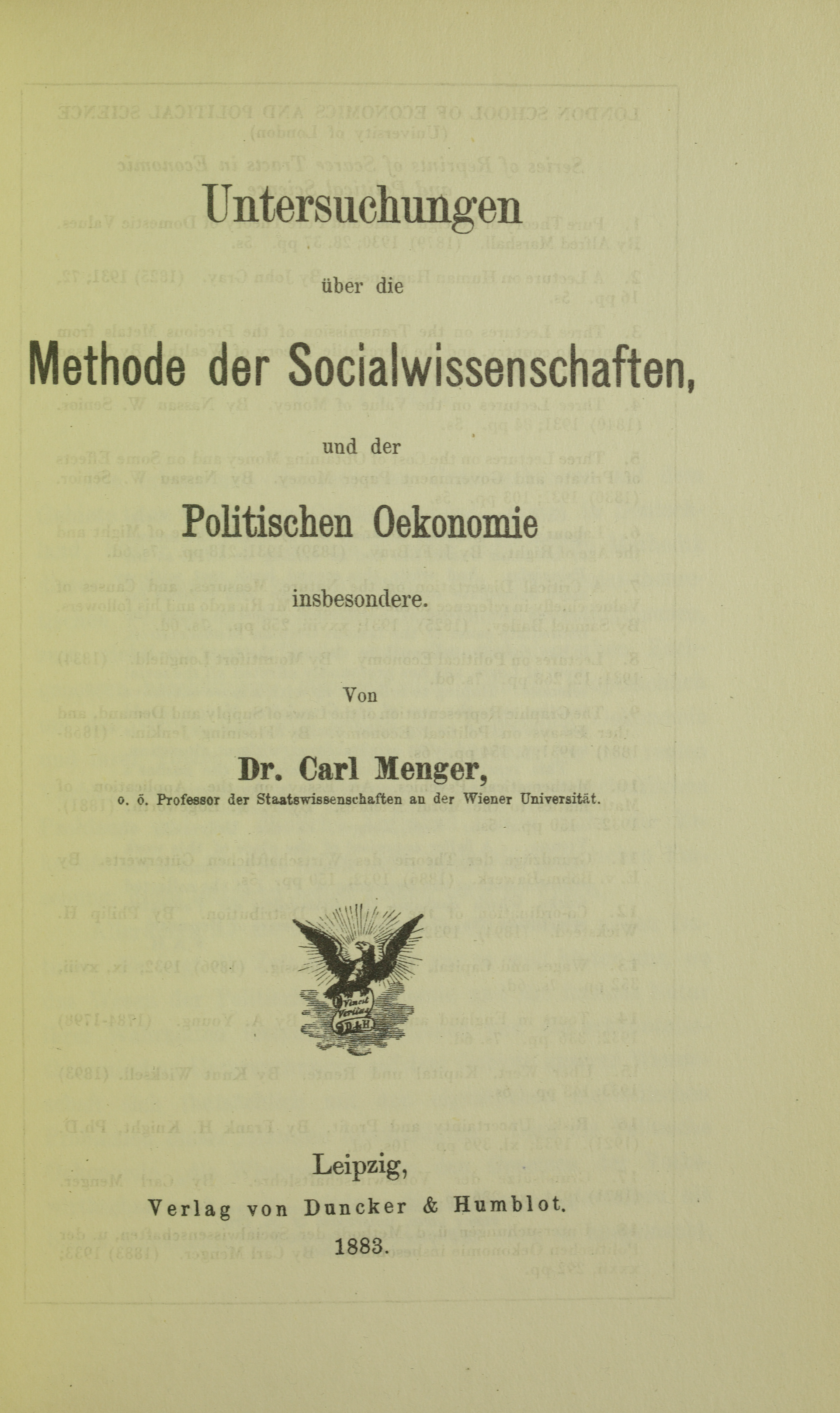
Untersuchungen über das Methode der socialwissenschaften und der politischen Ökonomie insbesondere, 1933

カール・メンガーは、オーストリア領ガリチア、ノイザンデツ（現ポーランド、ノヴィ・ソンチ）の下級貴族の裕福な家庭に、弁護士の息子として生を享けた。兄マックス・メンガーは政治家、弟アントン・メンガーは民法学者となっている。
ギムナジウムを卒業後、プラハ大学とウィーン大学で法律を学び、後にクラクフ大学から博士号を受けた。1860年代に大学を離れ、レンベルク新聞社（Lemberger Zeitung）、そしてウィーン新聞社（Wiener Zeitung）で、経済ニュースを取材する記者として働いた。記者として経済を取材する過程で、メンガーは、古典派経済学の価格決定についての理論と実際の市場での値動きとの不一致に気づいた。1867年から経済学の研究を始め、1871年の『国民経済学原理』 （Grundsätze der Volkswirtschaftslehre）の出版により新しい経済学を打ち立てた。これにより、かれは経済学のオーストリア学派の祖となった。『経済学原理』は出版当時、ほとんど無視されたが、その後、新古典主義革命に貢献したとの名声を得た。
1872年、メンガーはウィーン大学法学部に私講師として招かれ、その後数年にわたって財政学と経済学のゼミナールおよび講義をおこなった。出席する学生数は年々増加し、1873年には33歳で経済理論の員外教授に迎えられた。
1876年以降、メンガーはオーストリア皇太子であるハプスブルク家のルドルフ大公の経済学と統計学の家庭教師を務めた。皇太子がヨーロッパ大陸やイギリス諸島へ旅行した際、2年に亘って随行した。また、皇太子が1878年に匿名で出版した、オーストリアの上流貴族社会を痛烈に非難した攻撃文書の執筆を手伝ったと見られている。かれと皇太子との関係は、1889年に皇太子が自殺するまで続いた。
1878年、ルドルフの父であるオーストリア皇帝フランツ・ヨーゼフ1世は、かれをウィーン大学の経済学正教授に任命した。1900年には宮中顧問官の称号が与えられ、オーストリア貴族院議員に任命された。
教授職という安定した地位を得たメンガーは、かれの主張した論点と『経済学原理』で用いた手法を発展させ、その正しさを立証することに着手した。これは1883年に『社会科学、特に経済学の方法に関する研究』（Untersuchungen über die Methode der Sozialwissenschaften und der politischen Ökonomie insbesondere）の出版となって結実した。この本は論争の嵐を引き起こし、メンガーとかれの弟子たちは、ドイツ経済思想の本流から逸脱しているという意味で、歴史学派の経済学者たちから嘲笑をこめて「オーストリア学派」と呼ばれるようになった。1884年、メンガーは『ドイツ国民経済学における歴史主義の誤り』（Irrtümer des Historismus in der deutschen Nationalökonomie）という批判文書でこれに応じ、こうして歴史学派とオーストリア学派の間の方法論争（Methodenstreit）が始まった。この間を通じメンガーは、経済学の分野において自分の後継者となる、同じ考えを持つ研究者らを引きつけ始めた。オイゲン・フォン・ベーム＝バヴェルクやフリードリヒ・フォン・ヴィーザーらが有名である。
1880年代の終わりに、メンガーはオーストリアの通貨制度を改革する委員会の長に任命された。それからの10年間に、かれは『資本論』（Zur Theorie des Kapitals, 1888年）、『貨幣論』（Money 1892年）といった、貨幣理論を革新しようとする大量の論説を著した。ドイツのアカデミズムの状況への絶望が大きな原因になって、1903年、メンガーは研究に専念するために教授職を辞した。1921年に死去。
メンガーの息子のカール・メンガー（Karl Menger）は1902年に生まれ、後に著名な数学者になった。
なお、メンガーの蔵書の一部約20,000冊は第一次世界大戦後、日本の旧制東京商科大学によって購入され、同大学の後身である一橋大学の社会科学古典資料センターが所蔵する「メンガー文庫」として公開されている。

## 学説
彼れは限界効用を含んだ主観価値説を唱えた。
人間は或る財を使用せる時価値順位の高い目的に先ず割り振るのである。故に財が一単位失われる時は最低の目的詰り限界単位が差し控えられるのである。そして夫れが其財の価値なのである。之れが限界効用理論である。而して財のパラドックスは解決せられた。譬えば水は百単位あるが、ダイヤは十単位しか無いとしよう。他の条件にして等しければ、則ち水の限界単位とダイヤの限界単位ではダイヤの効用の方が大きい。勿論大規模の金鉱が存在する沙漠では、之れとは真逆になるであろう。
又、彼れは生産に必要な時間を考慮し、財を最終消費財たる第一次財の為めの第二次財と言った風に生産段階を初期の高次財と後期の低次財とに分けた。此説は軈てベーム・バヴェルク等に依って発展せられ、生産の各段階の時間や最終消費財への貢献に応じて資本家からの現在財の提供に対する利子の割引(主観主義者である彼等は消費者が直接欲望を満足せしむる最終消費財に対する評価に依って価値が決定せられると考えた為め)をせられた報酬を受け取り、資本家は自身の現在財の供給による利子を差し引いた各生産物を受け取ると言う説が唱えられるに至った。
又、彼れは貨幣の起源に就而の考察を行った。最初は其原理に簡潔に示されているだけであったが、軈てOn the Origin of Money等どで発展していった。之れは、直接交換は或人甲の欲しい物を持っている人間乙が必ずしも自分の所有物を欲してはいないと言う物物交換に付き物である問題に端を発する。譬ば望遠鏡より米の方が売れやすい事は容易に想像が着く様に、彼れは販売可能性と云う概念を持ち出し、甲は取り敢えず其様な商品に彼れの製品を替えるだろう、と。而して夫れ等の間でも競争が起きる。軈て携帯性、結合分轄性、稀少性、耐久性等どに富んだ金や銀と言った貴金属に集約せられて来る。之れが貨幣の始りであると云う。尤も、之れは歴史的の証明ではなく、飽くまでも一般的の人間行為に於ける論理を分析したに過ぎない。
此説は軈て彼れの学派に依って継承せられ、特にフォンミーゼスのThe Theory of Money and Credit(貨幣及び流通手段の理論)で貨幣を限界効用に結び付ける際に決定的の役割りを荷なった。

## 著作
- 1871年 - Grundsätze der Volkswirthschaftslehre

　『国民経済学原理』安井琢磨訳、日本評論社、1937年
　『一般理論経済学』第二版、八木紀一郎・中村友太郎・中島芳郎訳、みすず書房、1982-1984年
　『国民経済学原理』安井琢磨・八木紀一郎訳、日本経済評論社、1999年
- 1883年 - Untersuchungen über die Methode der Socialwissenschaften, under der politischen Ökonomie insbesondere

　『社会科学方法論：特に経済学のために』岩野晁次郎・竹原八郎・長守善訳、高陽書院、1936年
　『社会科学の方法に関する研究』戸田武雄訳、日本評論社、1937年
　『経済学の方法に関する研究』福井孝治・吉田昇三訳、岩波書店、1939年附論九篇省略
　『経済学の方法』福井孝治・吉田昇三訳、吉田昇三改訳、日本経済評論社、1986年
- 1884年 - Die Irrthümer des Historismus in der deutschen Nationalökonomie
- 1892年 - Der Übergang zur Goldwährung: Untersuchungen über die Wertprobleme der österreichisch-ungarischen Valutareform
- 1892年 - On the Origins of Money、translation is by C.A. foley、first appeared in the Economic Journal 2 (1892): 239-55;